# 氷の世界 (曲)
「氷の世界」（こおりのせかい）は、井上陽水が作詞・作曲した曲である。1973年に発売された陽水のアルバム『氷の世界』の表題曲として、その5曲目に収録されている。編曲は星勝とニック・ハリソンによる。
陽水の代表曲の一つで、コンサートでは必ず歌われている。また、数多くの歌手によってカバーされている。
それまでどちらかと言えばフォーキーな楽曲が多かった陽水だが、本曲はかなりファンク色が強く、スティーヴィー・ワンダーの『迷信』を意識して作られたという。本曲ではクラヴィコードの音色が効果的に使われている。
歌詞に関しては陽水は当時ボブ・ディランの『女の如く』を聞いて、作詞に大きく開眼したと語っており、「キメの『Just like a woman』以外のフレーズは適当であればあるほどいいとわかった」「『氷の世界』ではそれが『吹雪、吹雪、氷の世界』に当たる」と語っている。本曲は出だしの『窓の外ではリンゴ売り』を始め、全体的にシュールな内容の言葉の羅列になっており、現在では一般的な陽水楽曲のシュールなイメージの先駆けになった楽曲である。
2015年にはアルバム『UNITED COVER 2』でセルフカバーされた（オルケスタ・デ・ラ・ルスが参加したラテン調アレンジ）。

## 主なカバー
- 坂本九 - アルバム  『ターニング・ポイント』収録 (1975年)
- ちあきなおみ - アルバム『ルージュ』収録（1977年）、コンピレーションアルバム『エンカのチカラ -SONG IS LIFE 70's-』収録（2008年）
- 筋肉少女帯 - 同名シングル（1992年） ⇒後述
- 川村知砂 - 同名シングル（1996年）
- 工藤静香 - アルバム『昭和の階段 Vol.1』収録（2002年）
- 村下孝蔵 - 『七夕夜想曲〜村下孝蔵最高選曲集 其の壱』に収録（村下没後の2005年発売）
- 上賀茂潤（小見川千明） - アルバム『夏のあらし! キャラクターソングアルバム「歌声喫茶方舟」』収録（2009年）
- 高野千恵 - アルバム『Winter Collection』収録（2009年）
- 森恵 - アルバム『COVERS2 Grace of The Guitar+』収録（2020年）
- 堀込高樹 - 映画『鳩の撃退法』オリジナル・サウンドトラック収録（2021年）

## 筋肉少女帯のシングル
筋肉少女帯の「氷の世界」は、5枚目のシングルとして、1992年2月21日にトイズファクトリーより発売された。
ボーカルの大槻ケンヂはこの曲を非常に気に入っており、インディーズ時代からライブで取り上げているほどである。オリジナル・アルバムには収録されなかったが、翌1993年に発売されたシングル・ベスト『筋少の大水銀』に収録されている。
カップリングの「戦え!何を!?人生を!」は、ライブでの定番曲となっている。こちらは同年のアルバム『エリーゼのために』に収録された。

### 筋肉少女帯のシングルの収録曲
1. 氷の世界
（作詞・作曲：井上陽水 / 編曲：筋肉少女帯，BANANA-UG）
2. 戦え!何を!?人生を!
（作詞：大槻ケンヂ / 作曲・編曲：筋肉少女帯）